# Music holic
『music>holic』（ミュージックホリック）は、2006年7月から2007年3月まで放送されたテラモバイル・岩手めんこいテレビ・放芸の3社共同製作による音楽番組で、2006年6月まで放送していた『MUSIC JAPAN』をリニューアルした番組（全38回）。ちなみに、番組タイトルを日本語読みにすると「音楽中毒」となったが、新聞などの番組表で文字スペースが足りない時には、こちらをタイトルとして掲載したことがある。
前番組から引き続きナビゲーターはDJナイクで、music.jp の提供だったが、ランキングはオリコンからタワーレコードへと変更された。
新着、話題曲紹介「Music Champhor」、「M-holic News」・TOWER RECORDS全店のJ-POPシングル週間売り上げTOP10（2006年9月からTOP20）「Weeekly Countdown」・TOWER RECORDSおすすめ注目曲を紹介「Power of Tower」・最新着うた情報「Mobile-holic」・視聴者リクエスト曲紹介「Today's Supplement」で構成されていた。
2007年4月からは、新たに『Break Point!』がスタートした（2009年3月放送終了）。

## テーマ曲
（OP=オープニングテーマ、ED=エンディングテーマ）
| 年月       | 順序  | 曲名                                                            | 歌手名                              |
| 2006年7月  | OP ED | 君に願いを ミニアルバム『RIVER』より「RIVER」                   | 雅-miyavi- SOURCE                   |
| 2006年8月  | OP ED | Gift 友ダチ                                                     | 杉山清貴 ユハラユキ                 |
| 2006年9月  | OP ED | 僕らの一歩 ミニアルバム『Hybrid Black』より「アヴァンギャルド」 | TRICERATOPS 杏子                    |
| 2006年10月 | OP ED | haruka 愛のジェラシー                                           | サラブレンド リナ・パーク           |
| 2006年11月 | OP ED | ガールズ’ン’ボーイズ 千の夜をこえて                             | ユハラユキ Aqua Timez               |
| 2006年12月 | OP ED | 恥じゃない よろしくDOぞ                                         | BY PHAR THE DOPEST The Do-Nuts      |
| 2007年1月  | OP ED | きっと永遠に 霙-mizore-                                         | Crystal Kay サガユウキ              |
| 2007年2月  | OP ED | KAMI もしも時を飛べるなら                                       | RIZE サスケ                         |
| 2007年3月  | OP ED | アルバム『ぶっ生き返す』より「絶望ビリー」 よかろうもん         | マキシマムザホルモン 豚骨ピストンズ |

## ネット局
- 北海道 北海道文化放送
- 青森県 ★青森放送
- 岩手県 岩手めんこいテレビ
- 宮城県 仙台放送
- 秋田県 秋田テレビ
- 山形県 さくらんぼテレビ
- 福島県 福島テレビ
- 山梨県 ★テレビ山梨
- 長野県 長野放送
- 新潟県 新潟総合テレビ
- 石川県 ☆北陸朝日放送

- 富山県 ☆北日本放送
- 福井県 ☆福井放送
- 神奈川県 ☆!tvk
- 東京都 ☆!TOKYO MX
- 千葉県 ☆!チバテレビ
- 中京広域圏 ☆メ〜テレ
- 静岡県 テレビ静岡
- 京都府 ☆!KBS京都
- 島根県・鳥取県 山陰中央テレビ
- 岡山県 岡山放送
- 広島県 テレビ新広島

- 山口県 ★山口朝日放送
- 徳島県 ★四国放送
- 愛媛県 テレビ愛媛
- 高知県 高知さんさんテレビ
- 長崎県 テレビ長崎
- 熊本県 テレビ熊本
- 福岡県 テレビ西日本
- 大分県 テレビ大分
- 鹿児島県 ☆鹿児島読売テレビ
- 沖縄県 沖縄テレビ

- 前番組から引き続き、同じテレビ局がネットしていた。
  - 無印はフジテレビ系列局
  - ☆印はその地域にフジテレビ系列局があるのにもかかわらずネットしている系列外局
  - ★印はその他の系列外局、一般的な系列外放送
  - !印は独立UHF放送局